# 立岩站 (平安北道)
立岩站（：／ Ribam yŏk */?）曾为朝鲜铁路平義線上的一个车站，位于平安北道，废止时间不明。